# María Jacoba de Baden
María Jacoba de Baden-Sponheim (Baden-Baden, 25 de junio de 1507 - Múnich, 16 de noviembre de 1580) fue una noble alemana.

## Biografía

### Familia
María Jacoba era la hija mayor del margrave Felipe I de Baden (1479-1533) y de la princesa Isabel del Palatinado (1483-1522), hija del elector Felipe del Palatinado y de la princesa Margarita de Baviera-Landshut. Sus abuelos paternos eran el margrave Cristóbal I de Baden-Baden y la condesa Otilia de Katzenelnbogen. Era la única descendiente superviviente de sus padres, ya que sus cinco hermanos menores murieron en la infancia.

### Matrimonio e hijos
El 5 de octubre de 1522, a los 15 años, se casó con el duque Guillermo IV de Baviera (1493-1550), el hijo mayor de Alberto IV de Baviera y de su esposa, la archiduquesa Cunegunda de Austria. 

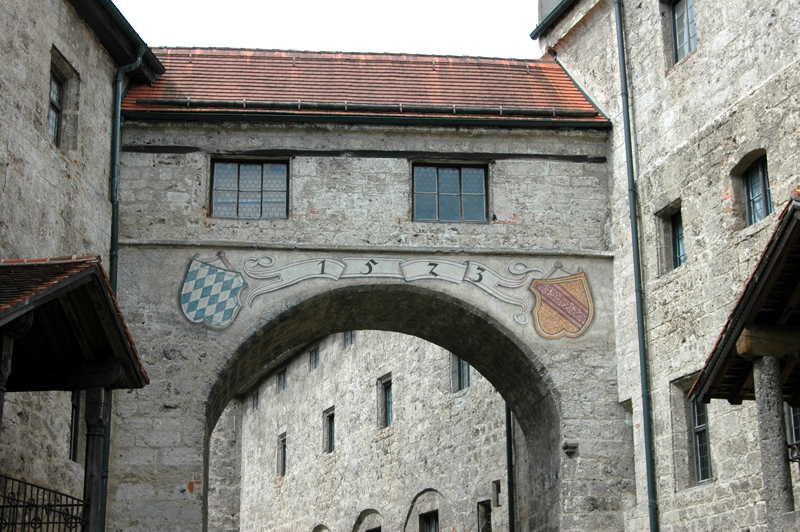
Se dice que el arco diafragmático en el primer patio del Castillo de Burghausen, el cuál fue pintado con los escudos de armas de Baviera y Baden en 1523, fue por motivo de esta boda.

El matrimonio se consideró feliz y tuvieron cuatro hijos:
- Teodoro (1526-1534).
- Alberto V (1528-1579), duque de Baviera. Casado en 1546 con la archiduquesa Ana de Habsburgo-Jagellón (1528-1590), con descendencia.
- Guillermo (1529-1530).
- Matilde (1532-1565), casada en 1557 con el margrave Filiberto de Baden-Baden (1536-1569), con descendencia.

De acuerdo con la ley de sucesión, que debía evitar la división del territorio, Guillermo era el sucesor legítimo de su padre, pero su madre insistió en que su hermano, Luis X, también sería duque. Más tarde resultó que Luis tenía poco interés en los asuntos gubernamentales y prefería llevar una vida feliz, por lo que en la práctica Guillermo gobernaría ambos territorios. Él y María Jacoba vivían en la casa de verano Lusthaus, donde tenían una extensa colección de arte. Tras la muerte de Luis en 1545, Baviera se reunifico por última vez bajo el mandato de Guillermo.

### Viudez y muerte
Viuda en 1550, se cree que vivió con discreción en la corte bávara los treinta años que sobrevivió a su marido. Murió en 1580, cuando también ya había sobrevivido a sus hijos.